# Tátova volha
Tátova volha je český komediální road movie z roku 2018, který režíroval Jiří Vejdělek; spolu s Ivou K. Jestřábovou napsali scénář. Hlavní role Evy a Terezy ztvárnily Eliška Balzerová a Tatiana Dyková (obě se potkaly jako matka s dcerou už v Teorii tygra). Snímek, podpořený korporací innogy, měl premiéru 8. března 2018.

## Děj
Evě náhle zemřel manžel Ludvík. Spolu s dcerou Terezou při vyklízení jeho pozůstalosti objeví zapomenutý obrázek, který mu daroval syn Tomáš. Tereza chce zjistit, kdo je její nevlastní bratr; dvougenerační ženský tandem proto nasedne do zděděného veterána typu Volha GAZ-21, řečeného Carevna, a rozhodne se s ním vyrazit po stopě bývalých milenek záletníka, aby odhalily či vyvrátily existenci jeho tajemného syna.

## Obsazení
| Eliška Balzerová | Eva                     |
| Tatiana Dyková   | Tereza                  |
| Martin Myšička   | Petr                    |
| Emília Vášáryová | Anna                    |
| Bolek Polívka    | Jindřich                |
| Vilma Cibulková  | Kamila                  |
| Eva Holubová     | Vlasta                  |
| Hana Maciuchová  | Hana                    |
| Ivana Uhlířová   | Jana                    |
| Jana Plodková    | Zelenková               |
| Václav Neužil    | Zelenka                 |
| Eva Leinweberová | zdravotní sestra        |
| Hana Seidlová    | stánkařka               |
| Antonín Hardt    | muž v kolečkovém křesle |